# Rukannaukko
Rukannaukko är en vik i Finland. Den ligger i kommunen Masko i landskapet Egentliga Finland, i den sydvästra delen av landet, 170 km väster om huvudstaden Helsingfors.